# 西宮古墳

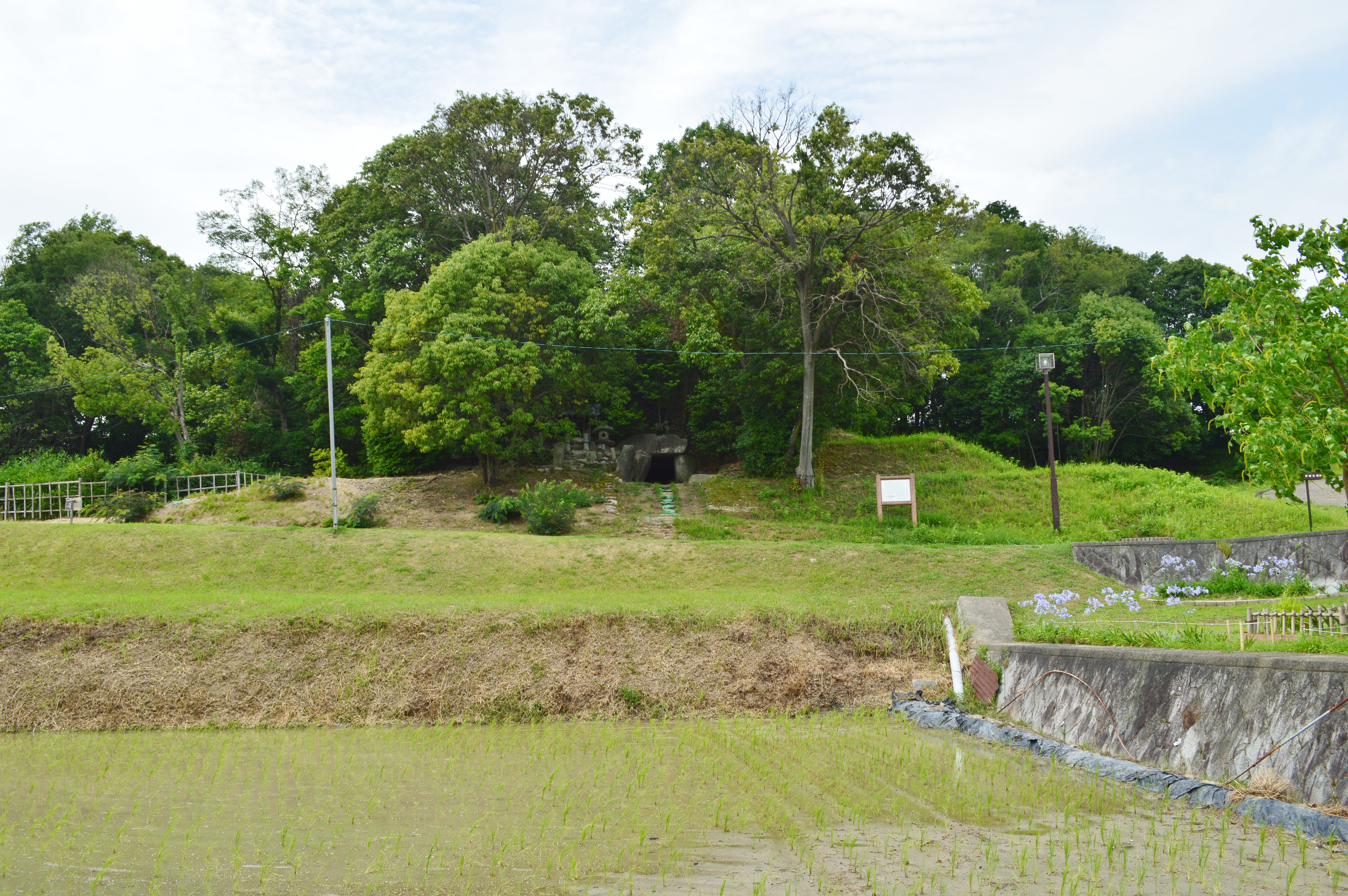
墳丘

西宮古墳（にしのみやこふん/にしみやこふん）は、奈良県生駒郡平群町西宮にある古墳。形状は方墳。奈良県指定史跡に指定されている。

## 概要
奈良県北西部、平群谷の廿日山丘陵の南側斜面に築造された古墳である。廿日山丘陵では最高所に前方後円墳の上山1号墳が所在し、最高所南西に横口式石槨を有する方墳の上山2号墳が、南裾に方墳の西宮古墳・西宮2号墳が分布する。古くより石室が開口し、数次の調査が実施されている。
墳形は方形で、一辺約35.6メートル・高さ約7.2メートル以上（南側）を測る（推定復元高さ約8メートル）。墳丘は3段築成で、墳丘斜面は約35度の勾配を持つ。墳丘外表では全面に貼石が認められ、貼石の下には約40センチメートルの裏込め礫層が認められるが、埴輪は認められていない。また墳丘周囲には周溝が巡らされ、東側周溝底にも貼石が認められる。埋葬施設は両袖式の横穴式石室で、南方向に開口する。巨石の切石を用いた整美な石室であり、内部には兵庫県加古川流域産の竜山石製の刳抜式家形石棺を据える。副葬品は失われているが、調査において須恵器坏蓋・高坏が出土している。
築造時期は、古墳時代終末期の7世紀中葉-後半頃と推定される。平群谷では代表的な終末期古墳として注目される。被葬者は明らかでないが、古墳の規模・内容から厩戸皇子（聖徳太子）の子の山背大兄王の墓とする説が挙げられており、南1キロメートルでは厩戸皇子の離宮と推測される西宮遺跡が知られる。
古墳域は1956年（昭和31年）に奈良県指定史跡に指定されている。

## 埋葬施設

石室俯瞰図

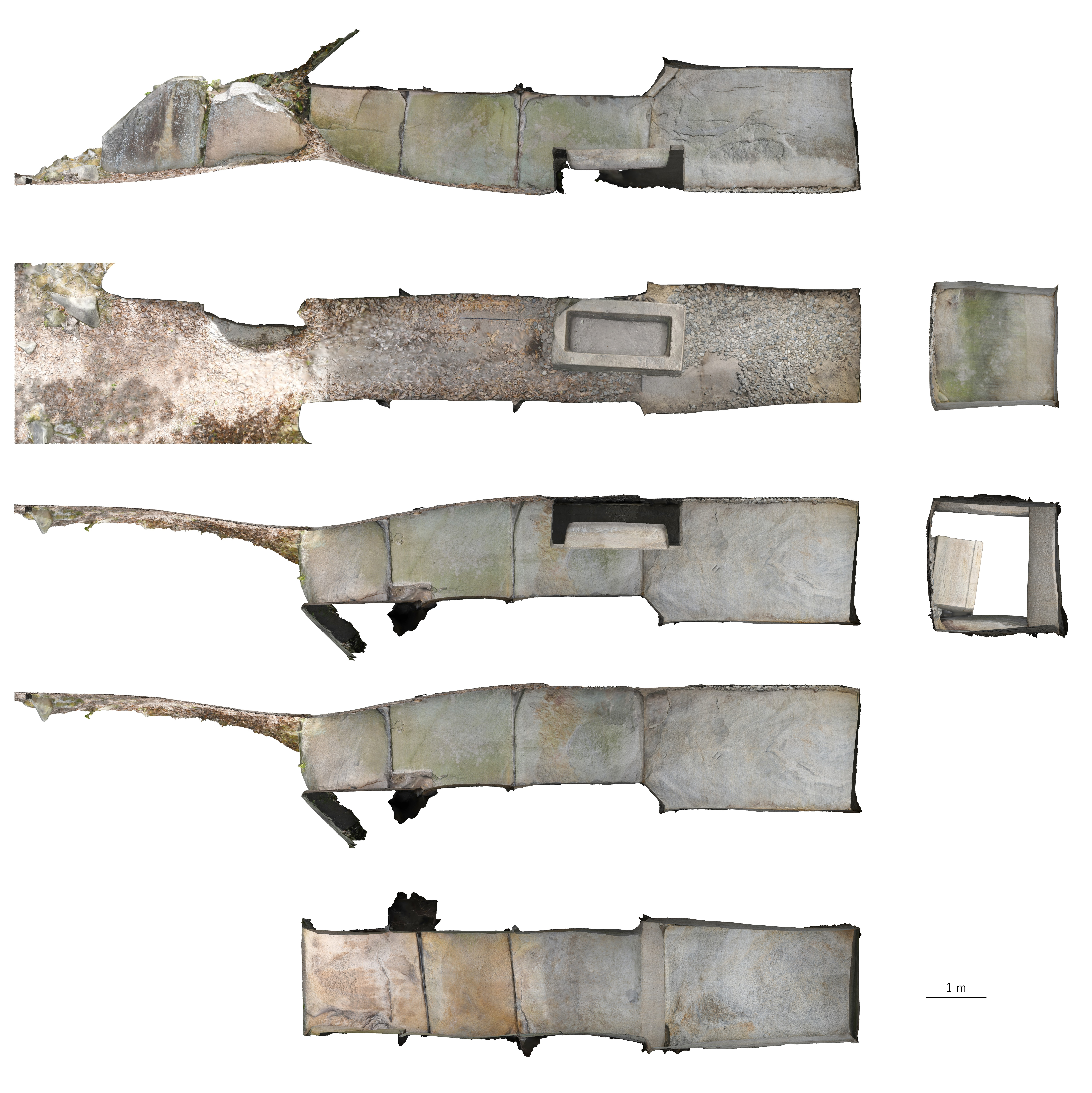
石室展開図

埋葬施設としては、両袖式の横穴式石室が構築されており、南方向に開口する。石室の規模は次の通り。
- 石室全長：約14メートル
- 玄室：長さ約3.6メートル、幅約1.8メートル、高さ約1.8メートル

石室は巨石の切石を用いた整美なもので、奥壁・側壁・天井石にはいずれも一枚石が使用される。石材は平群町越木塚（石床神社旧社地付近）で産出する花崗岩である。石材の目地には漆喰が認められるほか、石室の床面には近世期に礫石経が敷かれ、羨門の天井石には墳丘斜面に合わせた傾斜を加工する（岩屋山古墳（明日香村）に類例）。石室の床面は墳丘2段目のテラス面に合わせ、羨門前は墓道として一段下げる。
石室内には兵庫県加古川流域産の竜山石製の刳抜式家形石棺を据えており、現在は棺身のみが遺存する。棺身は長さ2.24メートル・幅1.15メートル・高さ0.76メートルを測り、外面の上下には帯状の突帯が造り出されている。

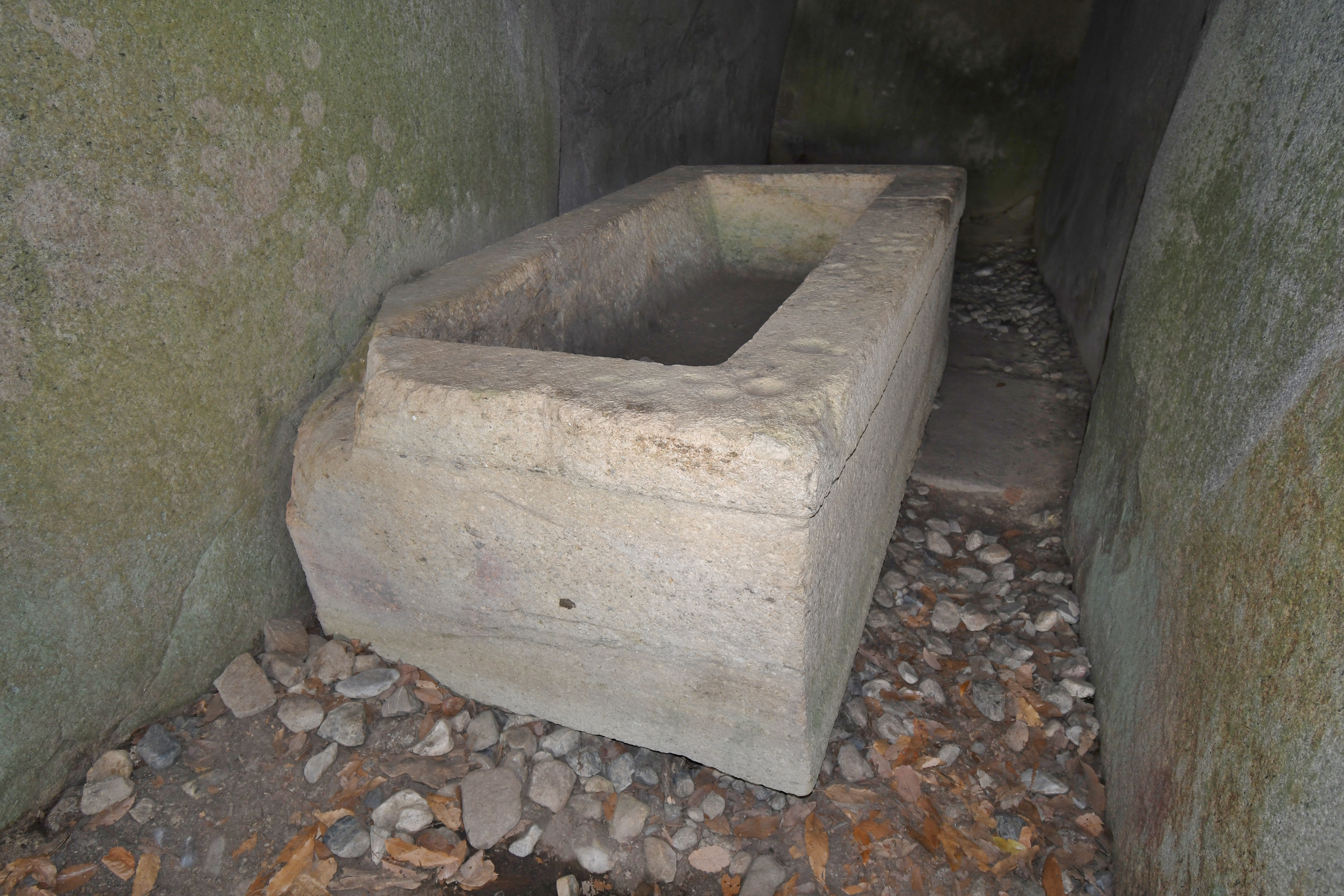
家形石棺の棺身
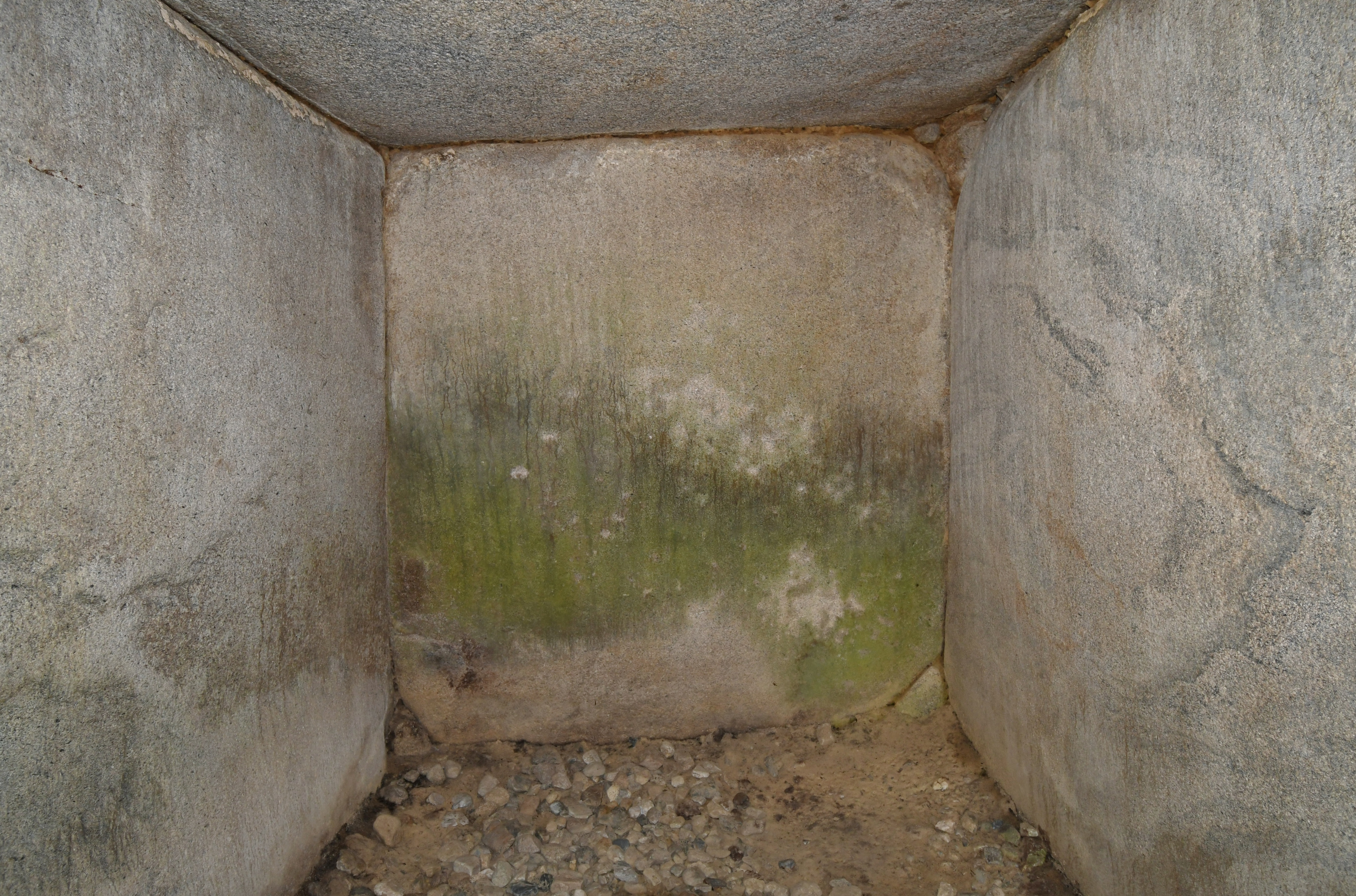
玄室（奥壁方向）
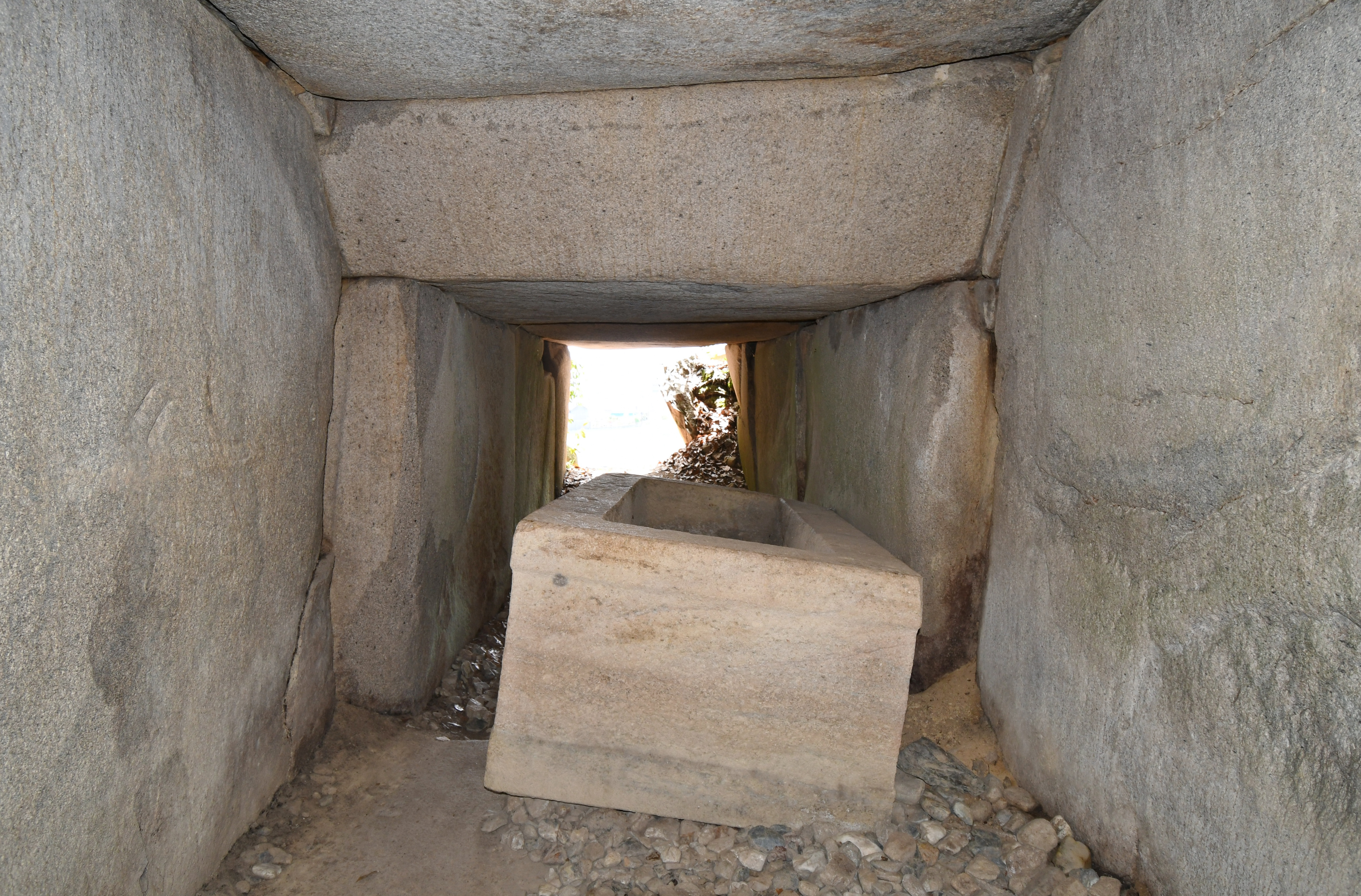
玄室（開口部方向）
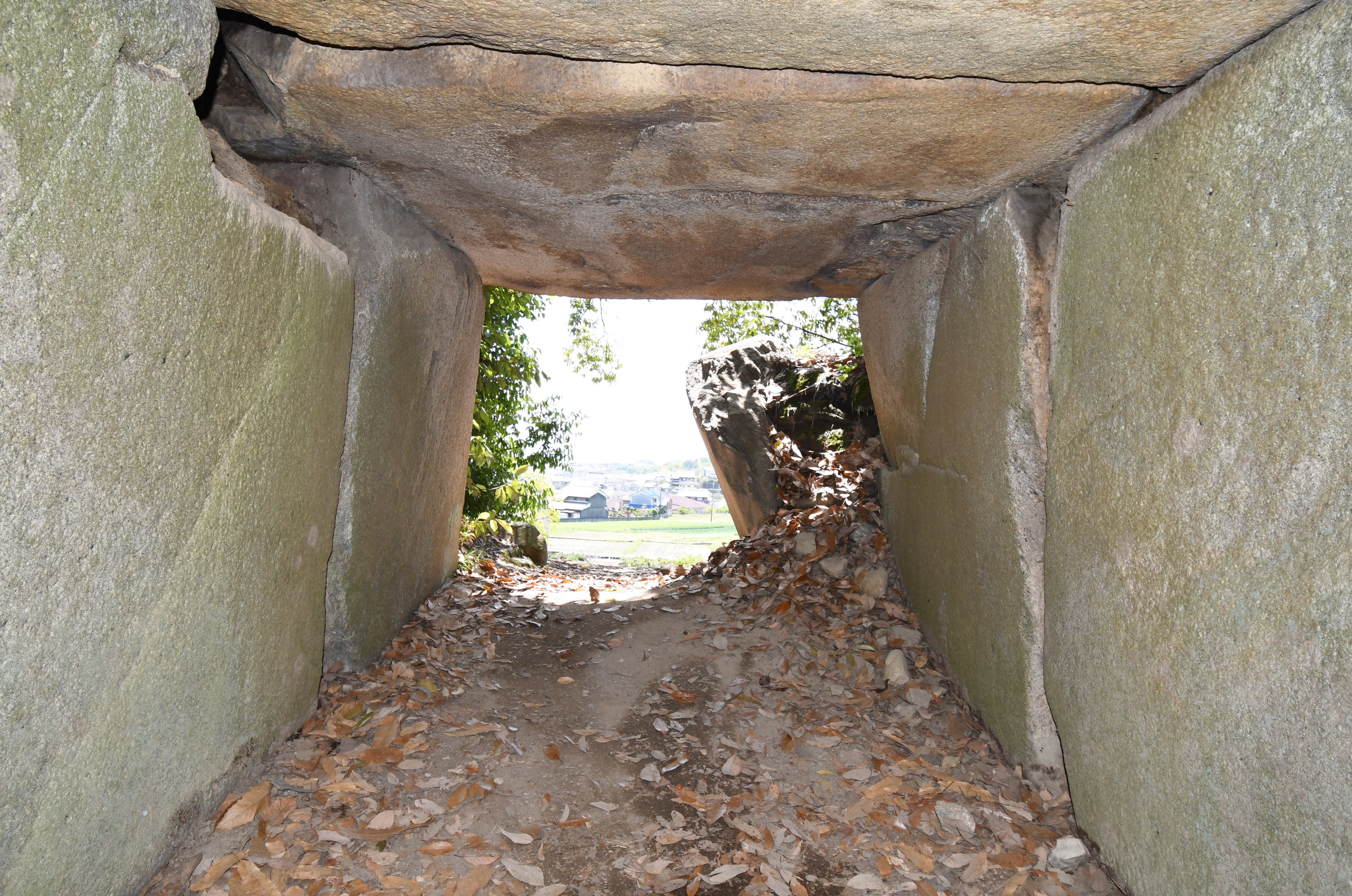
羨道（開口部方向）
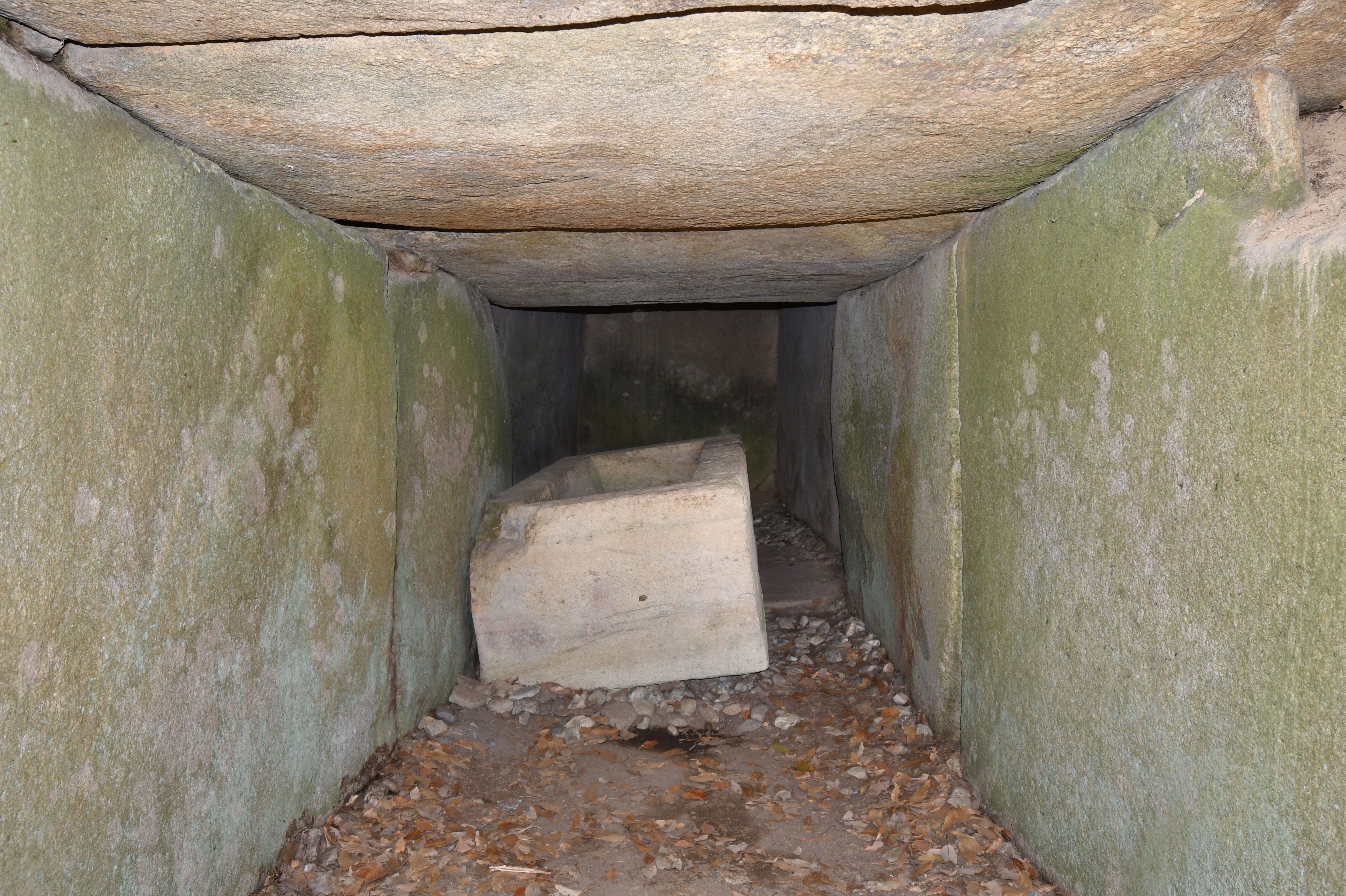
羨道（玄室方向）

## 文化財

### 奈良県指定文化財
- 史跡
  - 西宮古墳 - 1956年（昭和31年）8月7日指定[7]。

## 関連文献
（記事執筆に使用していない関連文献）
- 『奈良県生駒郡平群町西宮古墳発掘調査概報』平群町教育委員会、1995年。
- 「西宮古墳（4次）」『平群町町内遺跡発掘調査概報』 平成11～13・17年度、平群町教育委員会、2007年。